# Imigração para o Reino Unido (1922-presente)
Desde a formação do Reino Unido da Grã-Bretanha e Irlanda do Norte, em 1922 houve substancial imigração de outras partes do mundo. Em particular, os migrantes chegaram da Irlanda, e das ex-colônias do Império Britânico - tais como Índia, Bangladesh, Paquistão, Caraíbas, África do Sul, Quênia e Hong Kong - sob lei de nacionalidade britânica. Outros vieram com pedidos de asilo político, buscando proteção como refugiados pela Convenção de Refugiados de 1951 das Nações Unidas, ou dos Estados membros da União Europeia (UE) exercendo uma das Quatro Liberdades dos países da União Europeia.
Cerca de metade da população aumentou entre os censos de 1991 e 2001 devido a imigração dos não nativos. 4,9 milhões de pessoas (8,3 por cento da população na época) nasceram no estrangeiro, apesar do censo não dar qualquer indicação do seu status de imigração ou intenção da duração de permanência.
Em 2006, registraram-se 149.035 pedidos de cidadania britânica, 32 por cento menos do que em 2005. O número de pessoas que receberam a cidadania durante o ano de 2006 foi de 154.095, 5 por cento menos do que em 2005. Os maiores grupos de pessoas que receberam a cidadania britânica eram da Índia, Paquistão, Somália e das Filipinas. Em 2006, 134.430 pessoas receberam a cidadania britânica no Reino Unido, uma queda de 25 por cento em relação a 2005.  Entretanto, a migração da Europa Central e Europa Oriental tem aumentado desde 2004 com a adesão à União Europeia, de oito Estados da Europa Central e Oriental, uma vez que existe liberdade de circulação de trabalhadores dentro da União Europeia. O governo do Reino Unido está atualmente a introduzindo progressivamente de um novo sistema de pontos de base de imigração para pessoas de fora do Espaço Econômico Europeu.

## Império Britânico e a Commonwealth
Durante o período 1814-1910, o Império Britânico controlava uma grande parte do globo terrestre, no seu apogeu, mais de um terço da população mundial vivia sob o regime britânico. Tanto durante este período de tempo, quanto após a concessão de independência para a maior parte das colônias após a Segunda Guerra Mundial, a grande maioria dos imigrantes para o Reino Unido eram das atuais ou ex-colônias, sobretudo aquelas do Caribe e do subcontinente indiano. Estas pessoas preenchiam uma lacuna no Reino Unido do mercado de trabalho para empregos não qualificados e muitas pessoas eram especificamente trazidas para o Reino Unido em navios como o Empire Windrush.
Em 1962, o Ato dos Imigrantes da Commonwealth foi aprovado pelo governo britânico, restringindo a liberdade de passagem pelo Reino Unido de outras partes da Commonwealth. Até 1972, apenas os titulares de licença de trabalho, ou as pessoas de pais ou avós nascidos no Reino Unido poderiam obter autorização de entrada.
O Ato da Irlanda de 1949 tem o status incomum de reconhecimento da República da Irlanda, mas afirmando que seus cidadãos não são cidadãos de um país estrangeiro. Isto foi num tempo em que uma república não era autorizado a ser um membro da Comunidade das Nações.

## Segunda Guerra Mundial
Nos preparativos para a Segunda Guerra Mundial, muitos alemães, particularmente aqueles que pertencem às minorias que foram perseguidas sob o regime nazista, tais como judeus, tentaram emigrar para o Reino Unido, e estima-se que mais de 50.000 podem ter sido bem sucedidos. Foi estabelecido um número máximo de imigrantes que poderiam entrar, e, posteriormente, alguns candidatos foram rejeitados. Entretanto, quando o Reino Unido foi obrigado a declarar guerra à Alemanha, a migração entre os dois países foi interrompida.

## Imigração do pós-guerra (1945-1983)
Até o Ato dos Imigrantes da Commonwealth de 1962, todos os cidadãos da Comunidade podiam entrar e permanecer no Reino Unido, sem qualquer restrição. o Ato dos Imigrantes da Commonwealth de 1962 fez com que os cidadãos do Reino Unido e Colônias (CUKCs), cujos passaportes não foram diretamente emitidos pelo Governo do Reino Unido (ou seja, os passaportes emitidos pelo governador de uma colônia ou pelo comandante de um protetorado britânico) ficassem sujeitos ao controle de imigração.
Os indianos começaram a chegar ao Reino Unido, em grande número logo após a independência do seu país em 1947. Mais de 60.000 chegaram antes de 1955, muitos dos quais dirigiam ônibus, ou trabalhavam em fundições ou fábricas têxtis. Mais tarde eles abriram lojas para a venda de qualquer tipo de mercadoria ou trabalharam para os Correios. O fluxo de imigrantes indianos foi maior entre 1965 e 1972, impulsionado especialmente pela súbita decisão de Idi Amin de expulsar todos os 50.000 indianos gujaratis de Uganda. Cerca de 30.000 ugandenses asiáticos migraram para o Reino Unido.
Até 1972, apenas os titulares de licença de trabalho, ou as pessoas de pais ou avós nascidos no Reino Unido podiam obter visto de entrada no país.
Após o fim da Segunda Guerra Mundial, grupos substanciais de pessoas dos territórios controlados pela União Soviética estabeleceram-se na Grã-Bretanha, especialmente poloneses e ucranianos. O Reino Unido recrutou pessoas deslocadas de guerra, os então chamados Trabalhadores Voluntários Europeus, a fim de oferecer trabalho nas indústrias que necessitavam ajuda para a recuperação econômica pós-guerra. No censo de 1951, a população de poloneses no Reino Unido era de  162.339, contra 44.642 em 1931.
Houve também um afluxo de refugiados provenientes da Hungria, após o fracasso da Revolução Húngara de 1956, chegando a um total de 20.990 refugiados.

## Imigração Contemporânea (1983 em diante)
O Ato de Nacionalidade Britânica de 1981, que foi promulgado em 1983, distingue entre cidadão britânico e cidadão dos territórios britânicos ultramarinos. O primeiro tem direito à nacionalidade por descendência enquanto que o segundo tem direito à nacionalidade outra que por descendência. Os cidadãos por descendência não podem passar automaticamente a nacionalidade britânica para um filho nascido fora do Reino Unido ou seus territórios ultramarinos (embora em algumas situações a criança possa ser registrada como um cidadão).
Os agentes de imigração têm que estar convencidos sobre a nacionalidade de uma pessoa e a identificação e a entrada podem ser recusados se não estiverem satisfeitos.

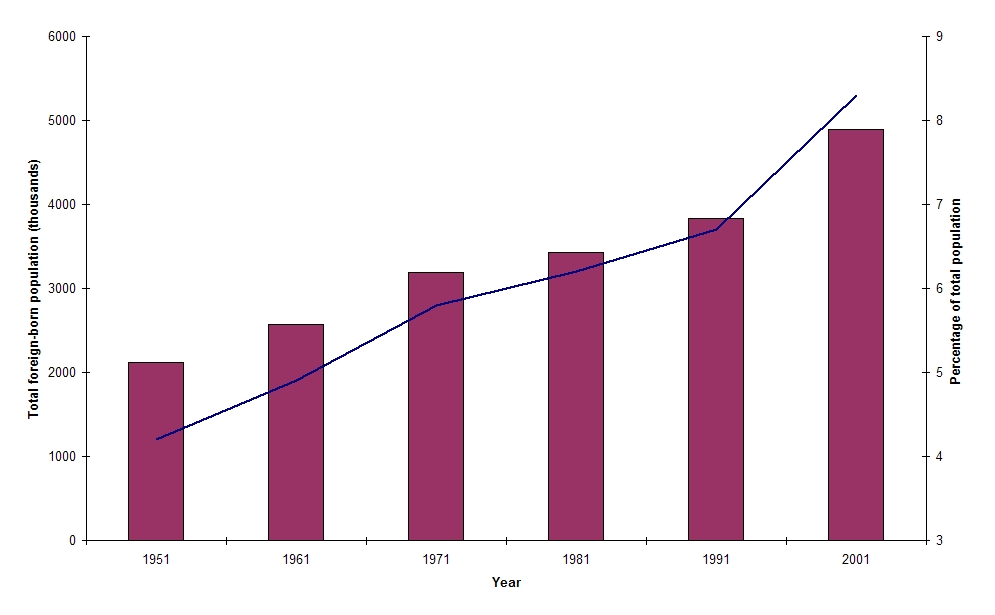
Dados do censo revelam o número de residentes do RU nascidos no exterior (1951-2001).
total da população não nativa
Fonte:Office for National Statistics

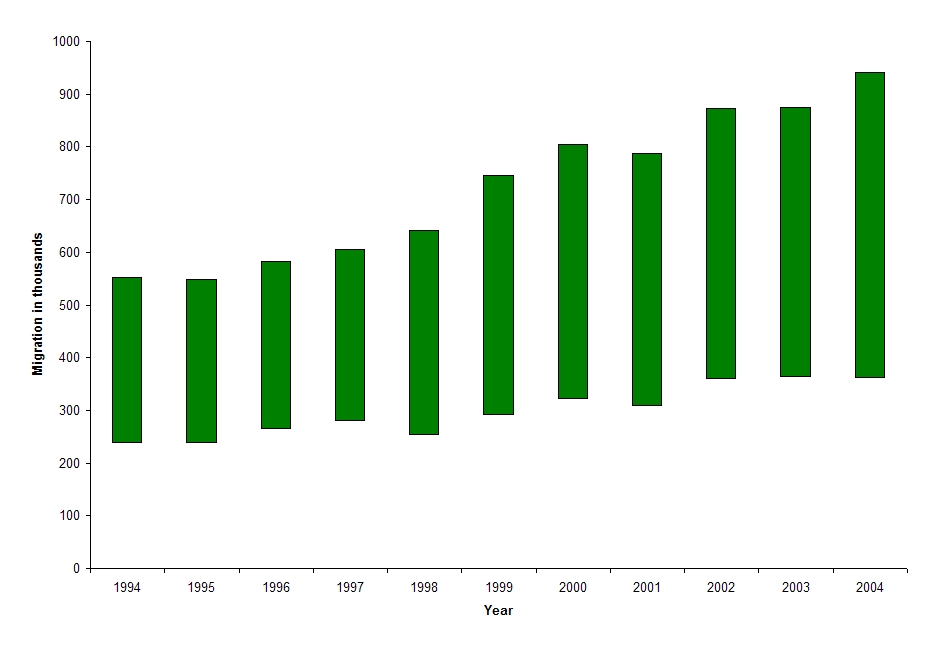
Influxo de migração (o alto das colunas), fluxo de migração (a base das colunas) e total de imigração (as colunas em si) cresceu entre 1994 e 2004.
Fonte:Office for National Statistics

### União Europeia
Uma das Quatro Liberdades da União Europeia, da qual o Reino Unido é um membro, é o direito à livre circulação de pessoas.
Desde a expansão da UE, em 1 de maio de 2004, o Reino Unido tem aceito imigrantes da Europa Central e da Europa Oriental, de Malta e de Chipre, apesar de substanciais comunidades maltesas e  grego- e turco-cipriotas terem sido criadas anteriormente através de suas ligações com a Commonwealth. Existem restrições sobre os benefícios que os membros desses oito países da adesão podem reivindicar, que são abrangidos pelo Programa de Registro de Trabalhadores. A maior parte dos outros Estados membros da União Europeia tem exercido o seu direito de controlar a imigração temporária (que deve terminar em 2011) sobre o ingresso de pessoas destes Estados da adesão, embora alguns já estejam removendo estas restrições.
O Home Office publica trimestralmente estatísticas sobre o número de pedidos para o Programa de Registro de Trabalhadores. Os números publicados em agosto de 2007 indicam que 682.940 pessoas solicitaram o programa entre 1 de maio de 2004 e 30 de junho de 2007, dos quais 656.395 foram aprovados. Trabalhadores autônomos e pessoas que não estão trabalhando (incluindo estudantes) não são obrigados a registrar-se no programa, sendo assim, este valor representa um limite menor no influxo de imigração. Estes valores não indicam o número de imigrantes que voltaram para casa, mas 56 por cento dos requerentes nos 12 meses que terminou em 30 de junho de  2007 relataram terem planejado permanecer por um período máximo de três meses. Os números relativos à imigração total mostram que houve um influxo bruto de 64.000 pessoas dos oito Estados da adesão provenientes da Europa Central e Oriental em 2005. Uma investigação por More4 concluiu que poloneses (que compõem a maioria dos registrados com o PRT) atualmente representam uma proporção substancial da população de algumas cidades britânicas. A pesquisa sugere que um total de cerca de 1 milhão de pessoas haviam se transferido dos novos Estados membros da UE para o Reino Unido em abril de 2008, mas que a metade deste número já regressou para casa ou mudou-se para um terceiro país.
O Governo anunciou que as mesmas regras não seriam aplicadas aos nacionais da Romênia e Bulgária quando estes países aderiram à UE em 2007. Em vez disso, as restrições foram postas em prática para limitar a migração de estudantes, de trabalhadores autônomos, de trabalhadores altamente qualificados e de trabalhadores agrícolas e da indústria alimentícia. Estatísticas liberadas pelo Home Office indicam que nos primeiros três meses da permanência da Romênia e da Bulgária na UE, 7.120 pessoas (incluindo membros da família), dos dois países registraram-se com sucesso nos diversos programas. Entre abril e junho de 2007, mais 9.335 búlgaros e romenos tiveram seus pedidos concedidos. Isto inclui aqueles registrados como trabalhadores independentes e auto-suficientes. Um adicional de 3.980 autorizações foi emitido para o Programa Sazonal de Trabalhadores Agrícolas (SAWS).

### Gestão dos fluxos migratórios
"Gestão dos fluxos migratórios" é o termo usado para todas as permissões e vistos de trabalho legal e isto é responsável por uma substancial porcentagem do total dos valores relativos à imigração para o Reino Unido. Muitos dos imigrantes que chegam sob estes programas trazem as qualificações que estão escassas no Reino Unido. Esta área da imigração é gerida pelas Licenças de Trabalho (Reino Unido), um departamento dentro do Home Office. Os pedidos são feitos às embaixadas ou consulados do Reino Unido ou diretamente para as Licenças de Trabalho (Reino Unido), dependendo do tipo de visto ou autorização exigida.
Licenças de Trabalho Patrocinadas por Empregador permitem aos empregadores patrocinar a entrada de um empregado no Reino Unido por demonstrar que eles possuem qualificações que não podem ser encontradas noutros locais. Os imigrantes que tenham formação ou experiência nas profissões que estão indicadas na Lista de Qualificações Escassas podem candidatar-se a uma autorização de trabalho. Isto inclui engenheiros, médicos, enfermeiras, atuários e professores. Os empregadores podem também obter autorizações de trabalho para profissões que não estejam na Lista de Qualificações Escassas ao publicar anúncios de emprego e demonstrar que a função não foi preenchida por residentes britânicos ou trabalhadores da UE. As aprovações de uma autorização de trabalho são geralmente baseadas na aptidão do candidato para o papel, pela formação educacional e/ou pela experiência.
Além disso, existe um sistema baseado em pontos chamado de Programa para Migrantes Altamente Qualificados (HSMP) que permite que um migrante altamente qualificado entre no Reino Unido com o direito de trabalhar sem ter de primeiro encontrar uma oferta de emprego, e sem uma entidade patronal necessitar patrocinar o visto. Os pontos são atribuídos à educação, à experiência de trabalho, ganhos passados, conquistas no campo e realizações do parceiro do requerente. Existem também pontos por estar com idade inferior a 28 anos e para os médicos que trabalham atualmente no Reino Unido.
Algumas pessoas trabalham no Reino Unido por intermédio de um Visto de Trabalho de Férias, que permite 12 meses de trabalho dentro de um período de 24 meses para aqueles com idade entre 17 e 30 anos. O UK Ancestry Entry Clearance permite a uma pessoa trabalhar no Reino Unido durante cinco anos, caso ela tenha um avô/avó que nasceu no Reino Unido, Ilhas do Canal e Ilha de Man em qualquer tempo; ou um avô/avó nascido no que é hoje a República da Irlanda ou nascido antes de 31 de março de 1922. Após o que eles podem solicitar a aplicação da permanência por tempo indefinido.
Em abril de 2006 foram propostas alterações no atual sistema de gestão dos fluxos migratórios, que primeiramente criariam um sistema de imigração baseado em pontos para o Reino Unido. O substituto para o HSMP (Tier 1, no novo sistema) dá pontos para a idade e nenhum para a experiência de trabalho. Este sistema baseado em pontos está sendo progressivamente implementado até o final de 2008.
Para os familiares dos nativos do Espaço Econômico Europeu que vivem no Reino Unido, existe a Permissão Familiar do Espaço Econômico Europeu que permite que aqueles membros da família juntem-se aos seus familiares que já vivem e trabalham no Reino Unido.

### Refugiados e exilados políticos

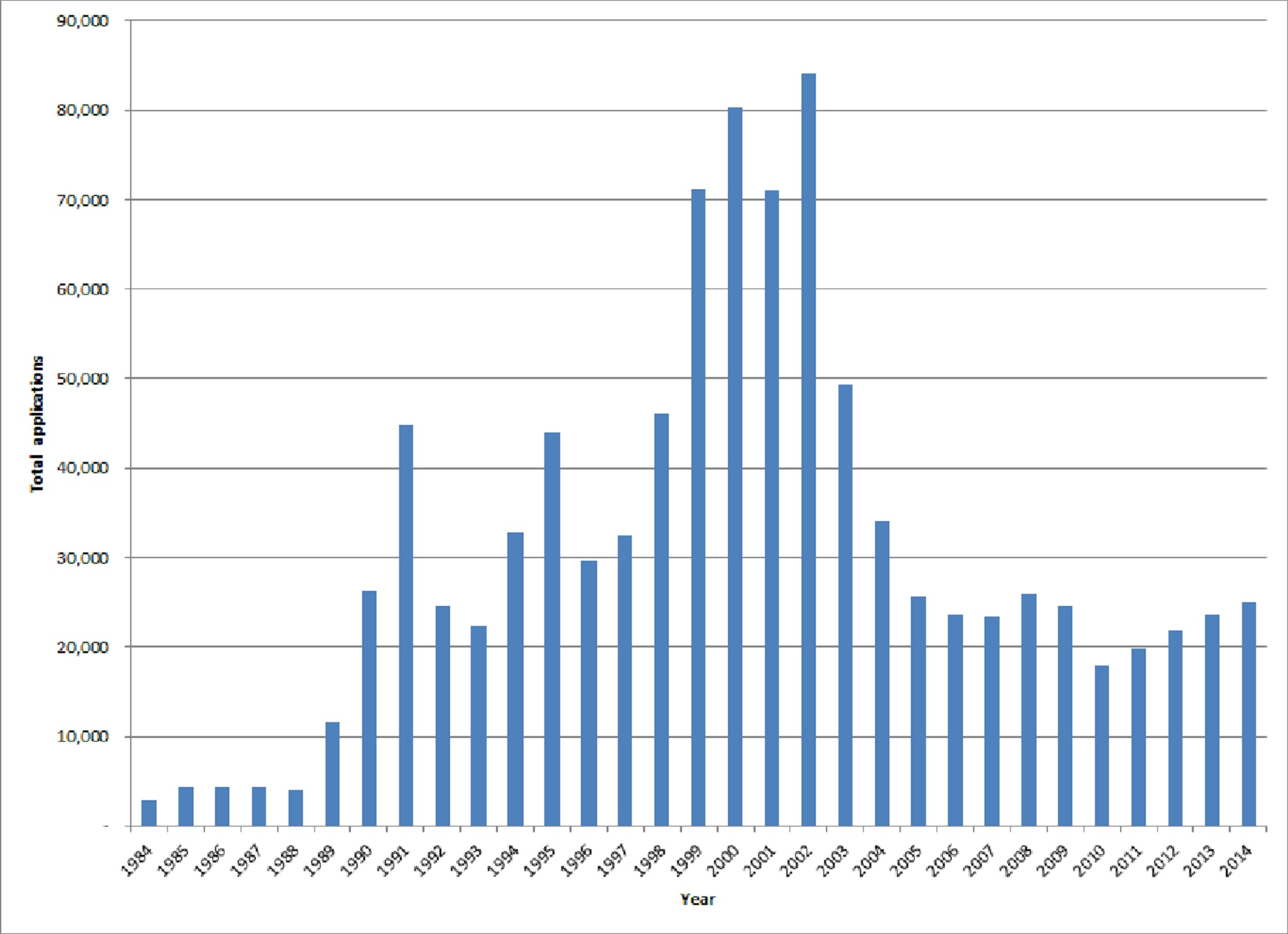
Os pedidos de asilo cresceram e depois caíram durante o período de 1993 a 2006.
Fonte:Home Office

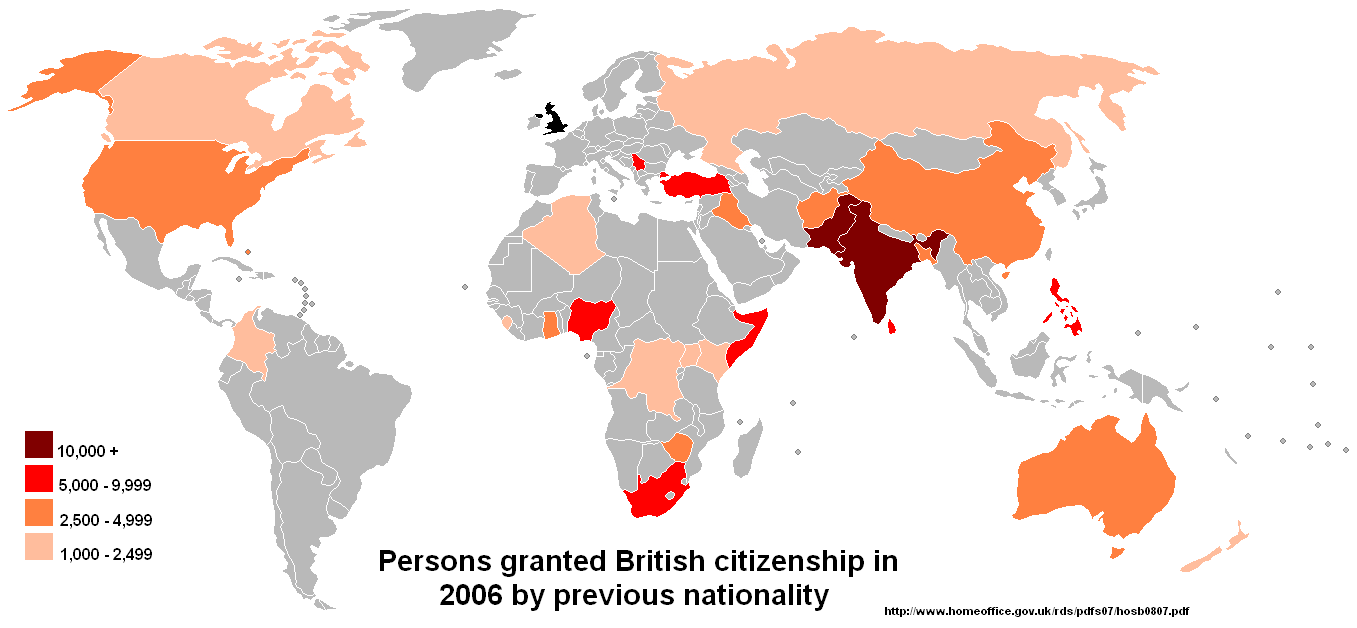
Aquisição da cidadania britânica por nacionalidade anterior, 2006.
Fonte: Home Office

O Reino Unido é um dos signatários da Convenção Relativa ao Estatuto dos Refugiados das Nações Unidas, o que significa que ele tem a responsabilidade, nos termos da legislação internacional, de não mandar de volta refugiados para o local onde eles enfrentariam perseguição.
Contudo, o tema imigração tem sido uma questão política controversa desde o final da década de 1990. Tanto o governo do Partido Trabalhista, quanto a oposição dos conservadores têm sugerido políticas "sobre asilos" (embora os conservadores terem anteriormente tentado limitar o número de pessoas que poderiam pedir asilo no Reino Unido, o que teria provavelmente violado a Convenção dos Refugiados das Nações Unidas) e os tablóides freqüentemente publicam manchetes sobre uma "crise de imigração".
Isto é denunciado por aqueles que procuram garantir que o Reino Unido defende suas obrigações internacionais como desproporcionadas. Críticos sugerem que grande parte da oposição para níveis elevados de imigração de refugiados é baseada em racismo. A preocupação também é levantada sobre o tratamento das pessoas mantidas na prisão e as práticas de dawn raid, e manter em detenção crianças em centros de detenção de imigrantes por longos períodos de tempo.
No entanto, os críticos da política de asilo do Reino Unido muitas vezes lembram a "regra de terceiro país seguro" - o acordo internacional que os requerentes de asilo têm de aplicar na primeira nação livre que eles cheguem, não ir ao "shopping de asilos" para a nação que preferirem. Os tribunais da União Europeia têm confirmado essa política.
Em fevereiro de 2003, o primeiro-ministro Tony Blair prometeu na televisão reduzir o número de pedidos de asilo pela metade dentro de sete meses, aparentemente pegando de surpresa os membros do seu próprio governo responsáveis pela política de imigração. David Blunkett, o então Home Secretary, chamou a promessa de um objetivo em vez de uma meta. Foi cumprida de acordo com números oficiais, apesar do aumento da instabilidade mundial causada pela Guerra do Iraque.
Os dados oficiais para o número de pessoas que pediram asilo no Reino Unido esteve baixo por treze anos em março de 2006. Os opositores das políticas do governo sobre os pedidos de asilo e refugiados, tais como MigrationWatch UK e de alguns jornais são críticos em relação à forma como os números oficiais são calculados.
Organizações de Direitos Humanos, tais como a Anistia Internacional argumentaram que as novas políticas do Governo, particularmente no que se refere aos centros de detenção, têm efeitos prejudiciais para os solicitantes de asilo e aquelas instalações têm visto um número de greves da fome e suicídios. Outros têm argumentado que as recentes políticas governamentais destinadas a reduzir 'falsas' alegações de asilo tiveram impactos prejudiciais sobre aqueles que necessitam verdadeiramente de proteção.

### Imigração ilegal
Imigrantes ilegais (por vezes denominados irregulares) no Reino Unido incluem aqueles que:
- entraram no Reino Unido sem autorização
- entraram com documentos falsos
- permanecem além do tempo determinado em vistos

Embora seja difícil saber quantas pessoas residem ilegalmente no Reino Unido, um estudo divulgado pelo Home Office em março de 2005, estima uma população entre 310.000 e 570.000. A MigrationWatch UK tem criticado os números do Home Office por não incluir os filhos dependentes dos imigrantes não autorizados nascidos no Reino Unido. Eles sugerem que o Home Office tenha subestimado o número de imigrantes não autorizados em cerca de 15.000 e 85.000. No passado o governo do Reino Unido afirmou que os números produzidos pelo MigrationWatch devem ser tratados com considerável cautela.
Um recente estudo sobre imigração irregular afirma que "a maioria dos migrantes irregulares tem cometido infrações administrativas, em vez de um crime grave".
Jack Dromey, vice-geral da União dos Transportes e Trabalhadores em Geral e tesoureiro do Partido Trabalhista, em maio de 2006 sugeriu que poderia haver cerca de 500.000 trabalhadores ilegais. Ele convocou um debate público sobre a possibilidade de uma anistia. David Blunkett sugeriu que isso possa ser feito depois que o programa de cédula de identidade for lançado. Os Cidadãos de Londres, uma coalizão de organizações comunitárias, está promovendo uma campanha de regularização chamada de Desconhecidos a Cidadãos, apoiados por figuras ilustres, incluindo o líder da Igreja Católica na Inglaterra e País de Gales, o cardeal Cormac Murphy-O'Connor..
Em fevereiro de 2008, o Governo introduziu novas multas de £10.000 para os empregadores encontrados com imigrantes clandestinos, caso houvesse negligência por parte do empregador, com multas ilimitadas ou sentenças de prisão para empregadores agindo de forma consciente

## Assessoria jurídica
Apesar das notas de orientação e inúmeros recursos on-line estejam disponíveis para auxiliar os candidatos à imigração para o Reino Unido, também pode-se procurar uma consultoria jurídica para esta matéria. As linhas de orientação para os programas de imigração afirmam que os conselheiros de imigração devem cumprir os requisitos da boa prática. Um organismo público independente, instituído pelo Ato de Imigração e Asilo de 1999 chamado Office of the Immigration Services Commissioner (OISC ) publica e mantém o registro dos conselheiros.